# Mistrzostwa Świata w Biegach Przełajowych 1990
18. Mistrzostwa Świata w Biegach Przełajowych – zawody lekkoatletyczne, które odbyły się 24 marca 1990 roku w Aix-les-Bains we Francji.

## Rezultaty

### Seniorzy

#### Indywidualnie
| Medal  | Zawodnik     | Czas      |
| Złoto  | Chalid Skah  | 34:21 min |
| Srebro | Moses Tanui  | 34:21 min |
| Brąz   | Julius Korir | 34:22 min |

#### Drużynowo
| Medal  | Zawodnicy | Punkty  |
| Złoto  | Kenia · Moses Tanui (2) · Julius Korir (3) · William Mutwol (5) · Ibrahim Kinuthia (6) · Paul Kipkoech (9) · Boniface Merande (17)               | 42 pkt  |
| Srebro | Etiopia · Haji Bulbula (4) · Abebe Mekonnen (8) · Tesfaye Tafa (14) · Addis Abebe (19) · Jillo Dube (24) · Debebe Demisse (27)                   | 96 pkt  |
| Brąz   | Hiszpania · Antonio Prieto (10) · Martín Fiz (15) · Alejandro Gómez (32) · José Manuel García (36) · Abel Antón (38) · Constantino Esparcia (45) | 176 pkt |

### Juniorzy

#### Indywidualnie
| Medal  | Zawodnik        | Czas      |
| Złoto  | Kipyego Kororia | 22:13 min |
| Srebro | Richard Chelimo | 22:14 min |
| Brąz   | Fita Bayisa     | 22:24 min |

#### Drużynowo
| Medal  | Zawodnicy | Punkty |
| Złoto  | Kenia     | 12 pts |
| Srebro | Etiopia   | 27 pts |
| Brąz   | Włochy    | 85 pts |

### Kobiety

#### Indywidualnie
| Medal  | Zawodniczka     | Czas      |
| Złoto  | Lynn Jennings   | 19:21 min |
| Srebro | Albertina Dias  | 19:33 min |
| Brąz   | Jelena Romanowa | 19:33 min |

#### Drużynowo
| Medal  | Zawodniczki                                                                                         | Punkty |
| Złoto  | ZSRR · Jelena Romanowa (3) · Nadieżda Galjamowa (10) · Olga Nazarkina (11) · Regina Čistiakova (13) | 37 pkt |
| Srebro | Etiopia · Luchia Yishak (4) · Derartu Tulu (15) · Adanech Erkulo (25) · Getenesh Urge (31)          | 36 pkt |
| Brąz   | Portugalia · Albertina Dias (2) · Conceição Ferreira (7) · Aurora Cunha (21) · Monica Gáma (50)     | 80 pkt |

### Juniorki

#### Indywidualnie
| Medal  | Zawodniczka     | Czas      |
| Złoto  | Liu Shixiang    | 14:19 min |
| Srebro | Yan Qinglan     | 14:20 min |
| Brąz   | Susan Chepkemei | 14:22 min |

#### Drużynowo
| Medal  | Zawodniczki | Punkty |
| Złoto  | Kenia       | 20 pkt |
| Srebro | Japonia     | 44 pkt |
| Brąz   | Chiny       | 68 pkt |

## Tabela medalowa
| Miejsce | Kraj              | Złoto | Srebro | Brąz | Razem |
| 1.      | Kenia             | 4     | 2      | 2    | 8     |
| 2.      | Chiny             | 1     | 1      | 1    | 3     |
| 3.      | ZSRR              | 1     | 0      | 1    | 1     |
| 4.      | Stany Zjednoczone | 1     | 0      | 0    | 1     |
| 4.      | Maroko            | 1     | 0      | 0    | 1     |
| 6.      | Etiopia           | 0     | 3      | 1    | 4     |
| 7.      | Portugalia        | 0     | 1      | 1    | 2     |
| 8.      | Japonia           | 0     | 1      | 0    | 1     |
| 9.      | Hiszpania         | 0     | 0      | 1    | 1     |
| 9.      | Włochy            | 0     | 0      | 1    | 1     |